# امهرست (حوزه سرشماری)، نیوهمپشایر
امهرست (به انگلیسی: Amherst) یک منطقهٔ مسکونی در ایالات متحده آمریکا است که در امرست، نیوهمپشایر واقع شده‌است. امهرست ۱٫۸۸ کیلومتر مربع مساحت و ۶۱۳ نفر جمعیت دارد و ۸۰٫۴۷ متر بالاتر از سطح دریا واقع شده‌است.